# Kirchgasse 14 (Bad Orb)

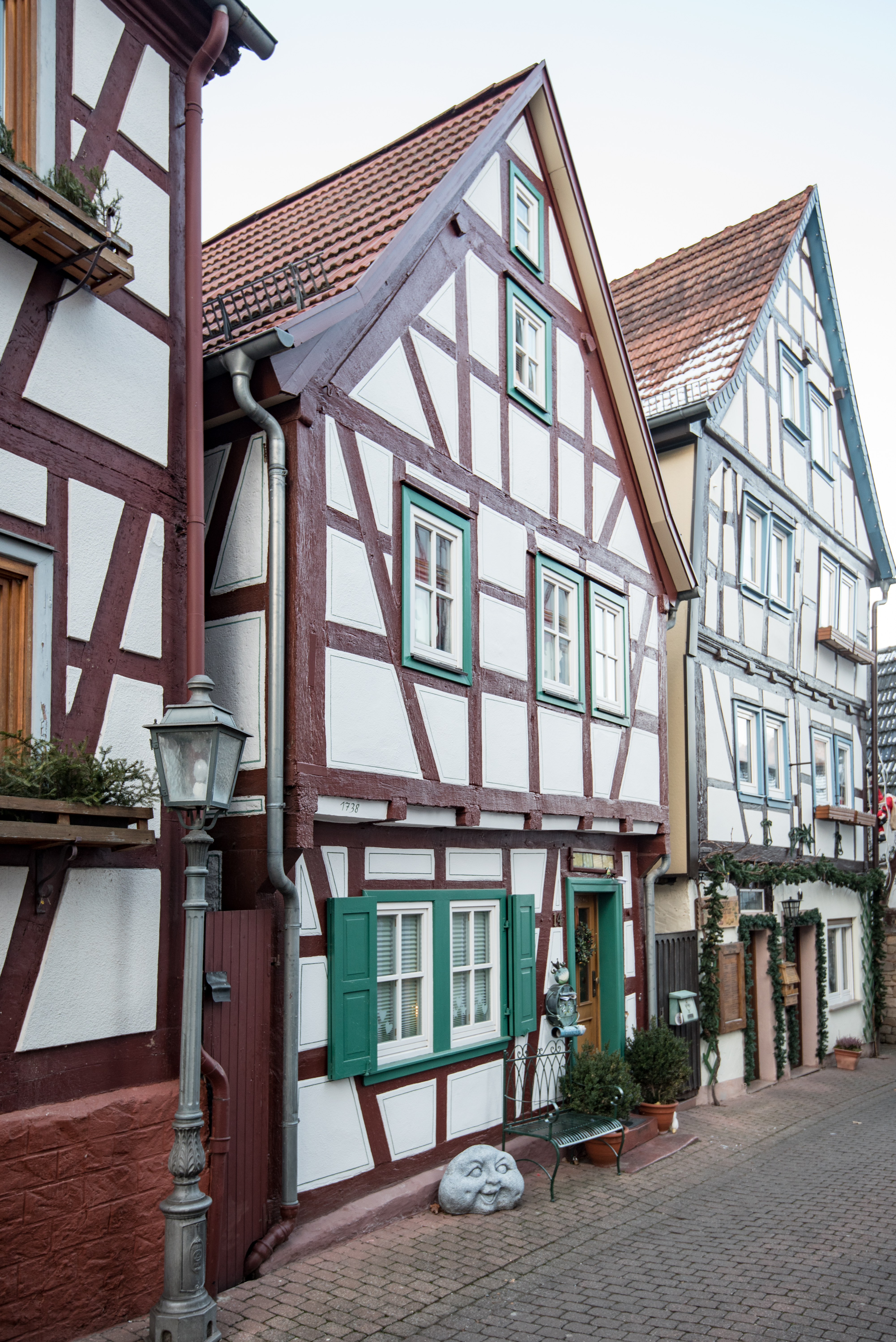
Haus Kirchgasse 14 in Bad Orb (Mitte)

Das Gebäude Kirchgasse 14 in Bad Orb, einer Kurstadt im Main-Kinzig-Kreis in Hessen, wurde in der ersten Hälfte des 18. Jahrhunderts errichtet. Das Fachwerkhaus ist ein geschütztes Kulturdenkmal.
Das zweigeschossige, giebelständige Wohnhaus mit Satteldach und Aufschiebling besitzt einen niedrigen Sandsteinsockel. Das Obergeschoss ist ausgekragt und das Fachwerk völlig schmucklos.